# Soir de gloire
Pour plus de détails, voir Fiche technique et Distribution.
Soir de gloire (Annapolis Farewell) est un film américain réalisé par  Alexander Hall, sorti en 1935.

## Synopsis
Une jeune fille est l'objet de dispute entre deux jeunes cadet de la marine américaine, qui souhaitent chacun gagner à tout prix son amour. 

## Fiche technique
- Titre original : Annapolis Farewell
- Titre français : Soir de gloire
- Réalisation : Alexander Hall
- Scénario : Frank Craven, Grover Jones et Jack Warner (en)
- Photographie : Ted Tetzlaff
- Montage : Doane Harrison
- Société de production : Paramount Pictures
- Pays de production : États-Unis
- Format : Noir et blanc - 1,37:1
- Genre : drame
- Durée : 75 minutes
- Date de sortie : 1935

## Distribution
- Guy Standing : Fitzhugh
- Rosalind Keith : Madeline Deming
- Tom Brown : Morton 'Click' Haley
- Richard Cromwell : Boyce Avery
- John Howard : Duncan Haley
- Benny Baker : Zimmer
- Louise Beavers : Miranda
- Minor Watson : Cmmdre. Briggs
- Ben Alexander : Adams
- John Darrow : Porter
- William Collier Sr. : Rumboat Charlie
- Wheeler Oakman : Lawson
- Samuel S. Hinds : Dr Bryant